# Genaro Collantes
Genaro Aurelio Collantes (Córdoba, 1 de enero de 1946-San Fernando del Valle de Catamarca, 25 de diciembre de 2009) fue un cirujano y político argentino, perteneciente a la Unión Cívica Radical, que fungió como Diputado de la Nación Argentina entre 1985 y 1989, y nuevamente desde 2005 hasta su muerte, en ambas ocasiones representando a la provincia de Catamarca. En las elecciones provinciales catamarqueñas de 1987 fue candidato radical a gobernador, resultando derrotado por el justicialista Vicente Saadi.

## Biografía

### Primeros años
Nacido en Córdoba, Collantes se recibió de médico cirujano en la Universidad Nacional de Córdoba. Ejerció como Director del Centro de Salud "Barrio Colón" de la Ciudad de Córdoba. Posteriormente se trasladó a Catamarca, donde fue director del Hospital de Pomán, y del Hospital de zona de Mutquín (Pomán).

### Carrera política
Inició su carrera política en la Unión Cívica Radical, donde adhirió al Movimiento de Renovación y Cambio, liderado a nivel nacional por Raúl Alfonsín. En las elecciones provinciales de 1983, destinadas a establecer nuevamente la democracia en la provincia y en el país, Collantes fue candidato a vicegobernador de Ernesto Alderete Salas, resultando derrotados por muy estrecho margen por la fórmula Ramón Saadi-Rodolfo Morán, del Partido Justicialista. Para las elecciones legislativas de medio término de noviembre de 1985, el radicalismo local logró una alianza con el Movimiento Popular Catamarqueño (siendo el único distrito donde la UCR no concurrió en solitario) y Collantes encabezó su lista para diputados nacionales, obteniendo un sorpresivo y holgado triunfo con el 50.77% de los votos contra el 43.77% de la lista justicialista encabezada por Guillermo Ramón Brizuela. Con este resultado, Collantes resultó elegido diputado nacional para el período 1985-1989, junto con el líder del MPC, Ignacio Joaquín Ávalos. Esta elección inauguró la estrategia frentista del radicalismo catamarqueño, no volviendo a disputar una elección en solitario desde entonces.
El resultado legislativo posicionó a Collantes de cara a las siguientes elecciones provinciales, realizadas el 6 de septiembre de 1987, donde nuevamente el radicalismo concurrió en alianza con el MPC y otro partido menor, La Voz del Pueblo (LVP). Collantes fue el candidato a gobernador del frente, con Ignacio Joaquín Ávalos nuevamente como compañero de fórmula. A pesar de los buenos resultados obtenidos menos de dos años atrás, y de que la unificación de los partidos opositores logró polarizar la elección, Collantes resultó derrotado por un margen de casi trece puntos por Vicente Saadi, padre del gobernador saliente, en gran medida debido al desgaste del gobierno nacional encabezado por Alfonsín. Obtuvo el 41.36% de los votos, un aumento muy pequeño con respecto a la elección anterior, mientras que el saadismo obtuvo el 54.16%.
Poco después de finalizar su período como diputado, en 1989, Collantes abandonó el radicalismo. En las elecciones provinciales de 1991, adhirió al Frente Esperanza para la Nueva Catamarca (FENCA), liderado por el justicialista disidente Francisco Sotomayor, que se ubicó en tercer lugar detrás de Saadi y el radical Arnoldo Aníbal Castillo, quien resultó elegido gobernador. Collantes logró acceder a una banca en la Cámara de Diputados provinciales, en representación del FENCA, aunque ejerció como diputado independiente y posteriormente retornó a la UCR. Finalizado su mandato, en 1995, abandonó brevemente la política y se dedicó exclusivamente a la actividad privada. En el año 2000 fue designado Secretario de Deportes de la Provincia por el gobernador Oscar Castillo, cargo que ejerció hasta 2003.

### Fallecimiento
Durante el período de gobierno del kirchnerismo, Collantes adhirió al sector de la UCR favorable al mismo, los Radicales K, encabezado por el vicepresidente Julio Cobos, con quien mantenía una amistad personal. Resultó elegido nuevamente diputado nacional en 2005, con el 33.18% de los votos. A partir del distanciamiento de Cobos con el gobierno de Cristina Fernández de Kirchner, Collantes también se distanció del kirchnerismo. En las elecciones legislativas de 2009 fue reelegido como diputado hasta 2013 con el 38.96% de los votos. Sin embargo, aquejado por un cáncer de páncreas, falleció quince días después de asumir su segundo mandato, el 25 de diciembre de 2009.